# Nelone hypochalybe
Nelone hypochalybe är en fjärilsart som beskrevs av Felder 1861. Nelone hypochalybe ingår i släktet Nelone och familjen Riodinidae. Inga underarter finns listade i Catalogue of Life.